# Maryland (cigarett)
Maryland är ett varumärke på cigaretter från tobaksbolaget Rebel Tobacco, som även marknadsför märken som Elixyr och Ducal.

## Maryland Red
- Tjära 10 mg
- Nikotin 0,8 mg
- Kolmonoxid 10 mg

## Maryland Blue
- Tjära 8 mg
- Nikotin 0,6 mg
- Kolmonoxid 9 mg